# Das Lied einer Nacht
Pour plus de détails, voir Fiche technique et Distribution.
Das Lied einer Nacht (titre français : La Chanson d'une nuit) est un film allemand réalisé par Anatole Litvak sorti en 1932.
Deux autres versions ont été réalisées simultanément, une française (La Chanson d'une nuit) et une britannique (Tell Me Tonight (en)), toutes deux avec – comme dans la version allemande – Jan Kiepura et Magda Schneider dans les principaux rôles.

## Synopsis
Enrico Ferraro est un chanteur d'opéra célèbre. Mais la vie de star n’a pas que de beaux côtés. Son manager le conduit de concert en concert et Ferraro aspire à avoir du temps libre. Il fuit le stress dans le sud. Au cours de son voyage, il rencontre Koretzky, qui lui ressemble étrangement. Ferraro voit la possibilité de prendre ses temps morts nécessaires de la scène de l'opéra et des concerts avec l'aide de Koretzky. Koretzky gagne sa vie en tant qu’escroc au mariage et Ferraro pourrait l’aider à faire la cour à la belle Mathilde. Cependant, la confusion règne et Ferraro va en prison. Seule sa voix peut prouver son innocence et Koretzky arrive finalement derrière les barreaux tandis que Ferraro et Mathilde tombent amoureux.

## Fiche technique
- Titre : Das Lied einer Nacht
- Réalisation : Anatole Litvak
- Scénario : Irma von Cube, Albrecht Joseph
- Musique : Mischa Spoliansky
- Direction artistique : Werner Schlichting
- Costumes : Walter Leder, Otto Suckrow, Gertrud Wendt
- Photographie : Fritz Arno Wagner
- Son : Hermann Fritzsching
- Production : Arnold Pressburger, Gregor Rabinovitch
- Sociétés de production : Cine-Allianz Tonfilm (de)
- Société de distribution : UFA
- Pays de production :  République de Weimar
- Langue : allemand
- Format : Noir et blanc - 1,37:1 - Mono - 35 mm
- Genre : musical
- Durée : 85 minutes
- Dates de sortie :
  - République de Weimar : 27 mai 1932.
  - France : 13 avril 1934[1].
  - Portugal : 20 novembre 1934.

## Distribution
- Jan Kiepura : Enrico Ferraro
- Fritz Schulz (de) : Koretzky
- Magda Schneider : Mathilde
- Otto Wallburg : Pategg
- Ida Wüst : La femme de Pategg
- Margo Lion : La manager de Ferraros Manager
- Julius Falkenstein : Balthasar, le majordome de Ferraro

## Crédit d'auteurs
- (de) Cet article est partiellement ou en totalité issu de l’article de Wikipédia en allemand intitulé « Das Lied einer Nacht » (voir la liste des auteurs).